# Ascenseur pour l'échafaud
Ascenseur pour l'échafaud is een Franse neo noir speelfilm uit 1958 geregisseerd door Louis Malle naar een scenario van Malle en Roger Nimier, gebaseerd op een roman van Noël Calef.

## Verhaal
Florence Carala is de echtgenote van Simon Carala, een rijke industrieel met belangen in olievelden. Ze overtuigt haar geheime minnaar Julien Tavernier ervan om haar echtgenoot te vermoorden. Julien heeft een goed doordacht plan, dat echter wordt gedwarsboomd doordat hij vast komt te zitten in een lift. Ondertussen wordt zijn nieuwe auto gestolen door een jong stel terwijl Florence naar hem op zoek gaat door de straten van nachtelijk Parijs. Het stel vermoordt een Duits echtpaar in een motel. Omdat de jongeman zijn identiteit heeft gestolen, wordt Julien van die dubbele moord verdacht, terwijl de politie gelooft dat Carala zelfmoord heeft gepleegd. Florence doet er alles aan om Juliens onschuld te bewijzen, wat evenwel mislukt.

## Muziek
De film is ook bekend geworden door de onheilspellende muziek, die jazztrompettist Miles Davis ervoor maakte. Davis nam op 4 en 5 december 1957 alle nummers voor de film op, geïmproviseerd op een gelijke manier zoals ook Kind of blue tot stand kwam, met slechts een paar kleine aanwijzingen en grote lijnen voor zijn medemusici Barney Wilen, René Urtreger, Pierre Michelot en Kenny Clarke. De meeste nummers horen tot de cool jazz, een dan nieuwe stijl waarvan Davis een pionier was. Scènes met meer actie worden begeleid door bebop, de veel drukkere jazzstijl die tot dan toe in de mode was.

## Receptie
De film won de Prix Louis Delluc, een prijs voor de Franse film, en werd een groot succes. Het zorgde voor de doorbraak van zowel Malle als voor actrice Jeanne Moreau. Moreau werd door Malle als eerste een rol gegund in een grote speelfilm, waar ze eerder voornamelijk in B-films had gespeeld, onder meer door haar weigering om grime te gebruiken. Juist haar onglamoureuze vertoning maakte haar vertolking in de film tot een succes. De film is een typisch voorbeeld van late film noir (neo noir) en was een inspiratiebron voor het Franse filmgenre dat later Nouvelle Vague is gaan heten.

## Rolverdeling
| Acteur           | Personage            |
| ---------------- | -------------------- |
| Jeanne Moreau    | Florence Carala      |
| Maurice Ronet    | Julien Tavernier     |
| Georges Poujouly | Louis                |
| Yori Bertin      | Véronique            |
| Lino Ventura     | Commissaris Cherrier |
| Ivan Petrovitch  | Horst Bencker        |
| Jean Wall        | Simon Carala         |
| Elga Andersen    | Frieda Bencker       |
| Félix Marten     | Christian Subervie   |